# Tsutomu Sakuma
Tsutomu Sakuma (佐久間 勉, Sakuma Tsutomu), né le 13 septembre 1879, mort le 15 avril 1910, est un militaire japonais.

## Biographie
Sakuma naît en 1879 dans une famille de kannushi du bourg de Wakasa dans la préfecture de Fukui. Il entre à l'académie navale impériale du Japon en 1901 avant de servir dans la marine impériale japonaise. Il participa à la guerre russo-japonaise, notamment à la bataille de Tsushima.

## Le naufrage du6esous-marin

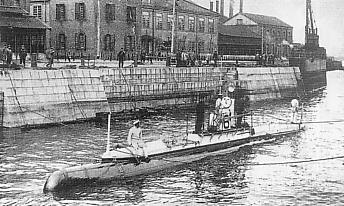
Le 6e sous-marin, commandé par Sakuma

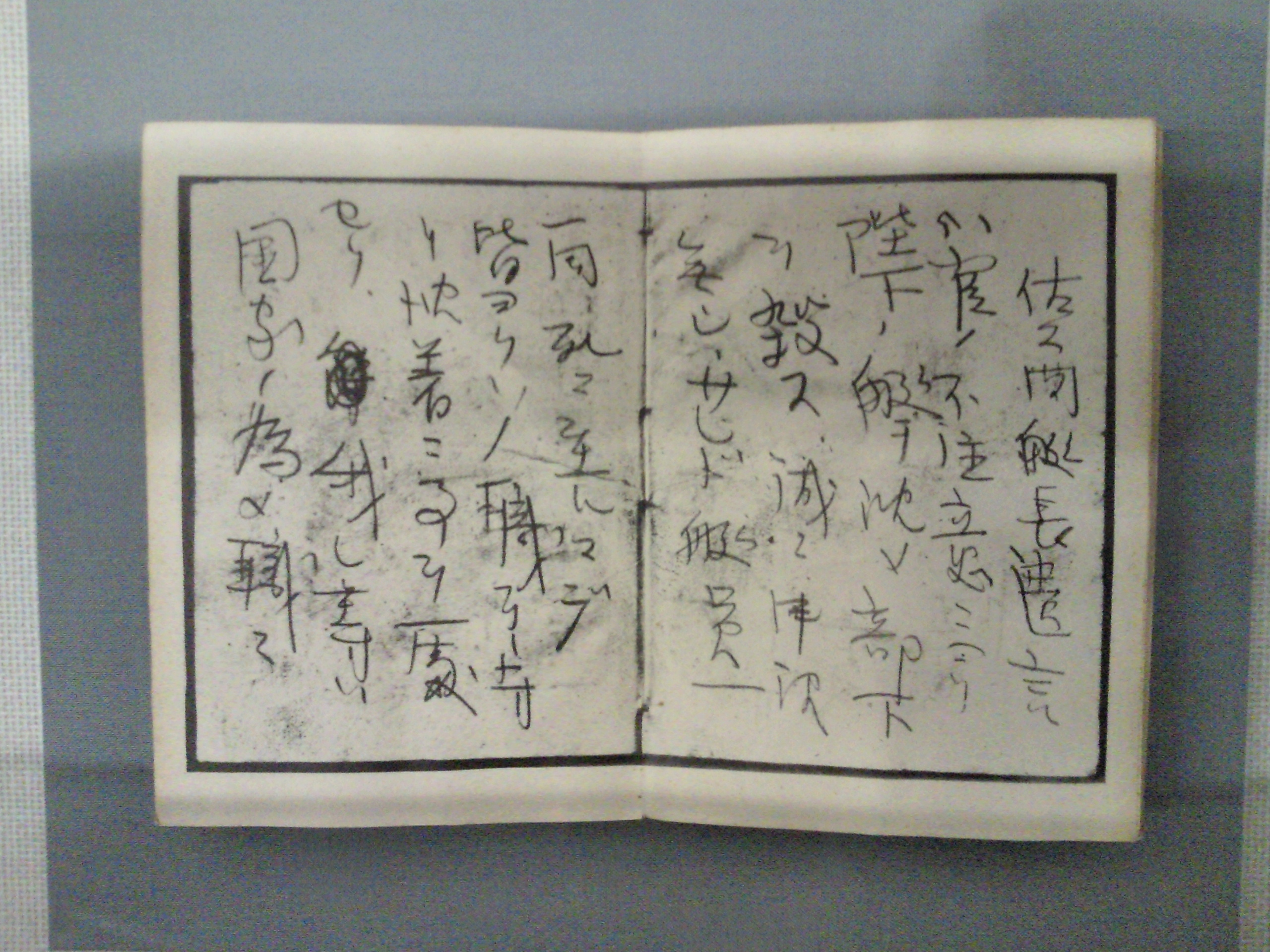
Une partie du document de Sakuma

Sakuma devient capitaine du 4e sous-marin (第四潜水艇), et du 6e sous-marin (第六潜水艇), qui est le premier sous-marin fabriqué au Japon.
Les premier et sixième sous-marins japonais sont sujets à des expérimentations conduisant à des améliorations techniques. Le 15 avril 1910, le sixième part du port d'Iwakuni vers la baie de Hiroshima mais coule et les 14 sous-mariniers présents à bord périssent.
À l'époque, la cheminée du sous-marin devait rester au-dessus de l'eau. Mais vers 10 h 45, le sous-marin a commencé à entrer plus profondément dans l'eau, laquelle pénétra par la cheminée ouverte. Les marins ont essayé de faire fonctionner la couverture de la cheminée pour éviter la submersion, mais elle n'a pas bougé, car elle était en panne. Après l'avoir débloquée manuellement, le sous-marin resta bloqué à 17 m sous l'eau, incapable d'émerger à cause de l'eau ayant pénétré à l'intérieur. On a repêché le sous-marin le lendemain, mais les 14 militaires sont trouvés mort.
Sakuma a laissé un document qui note l'évolution de la situation de 10 h 45 à 12 h 40. Ce journal est plus tard publié dans la presse et Sakuma devient un héros national à titre posthume et un exemple de courage et de fermeté au sein de la Marine impériale japonaise.